# Fumay
Fumay ist eine französische Gemeinde mit 3.118 Einwohnern (Stand 1. Januar 2022) im Département Ardennes in der Region Grand Est. Sie gehört zum Arrondissement Charleville-Mézières und zum Kanton Revin.

## Geografie
Fumay liegt in den Ardennen nahe der Grenze zu Belgien und wird von einer Flussschleife (Mäander) der Maas umflossen. Die Gemeinde liegt im 2011 gegründeten Regionalen Naturpark Ardennen.

## Geschichte
Im Jahr 762 schenkte König Pippin der Jüngere Ländereien an die Abtei Prüm (Regesta Imperii I, 95).  Kaiser Karl I. bestätigte in seinem Diplom von 800 dem Prümer Abt Rechte und Pflichten in „Fymai“ (RI I,370). Fumay findet sich daher auch im „Prümer Urbar“ von 893. Mit dem Kloster Prüm kam es 1576 zu Kurtrier und wurde dort Teil des Amtes Prüm. Im Jahr 1778 wurden die Orte Fumay und Fépin von Kurtrier an Frankreich abgetreten.

## Bevölkerungsentwicklung
| Jahr                       | 1962 | 1968 | 1975 | 1982 | 1990 | 1999 | 2005 | 2010 | 2019 |
| -------------------------- | ---- | ---- | ---- | ---- | ---- | ---- | ---- | ---- | ---- |
| Einwohner                  | 6185 | 6426 | 6147 | 5782 | 5363 | 4667 | 4060 | 3697 | 3280 |
| Quellen: Cassini und INSEE |      |      |      |      |      |      |      |      |      |

## Wirtschaft
Fumay war seit dem 12. Jahrhundert bekannt für seine Schieferindustrie (Schieferstadt Fumay), z. B. in der Schiefergrube Saint-Joseph. Die letzte Schiefergrube wurde 1971 geschlossen.

## Rezeption in der Kunst
In Georges Simenons Roman Der Zug flüchten die Menschen aus Fumay mit einem Zug vor den deutschen Soldaten.

## Persönlichkeiten
- Hervé Carn (* 1949), Schriftsteller
- Jacmart Charles (1773–1849), belgischer Arzt
- Claude Georges (1929–1988), Maler und Grafiker
- Victorin Jasset (1862–1913), Regisseur
- Pol Plançon (1851–1914), Opernsänger

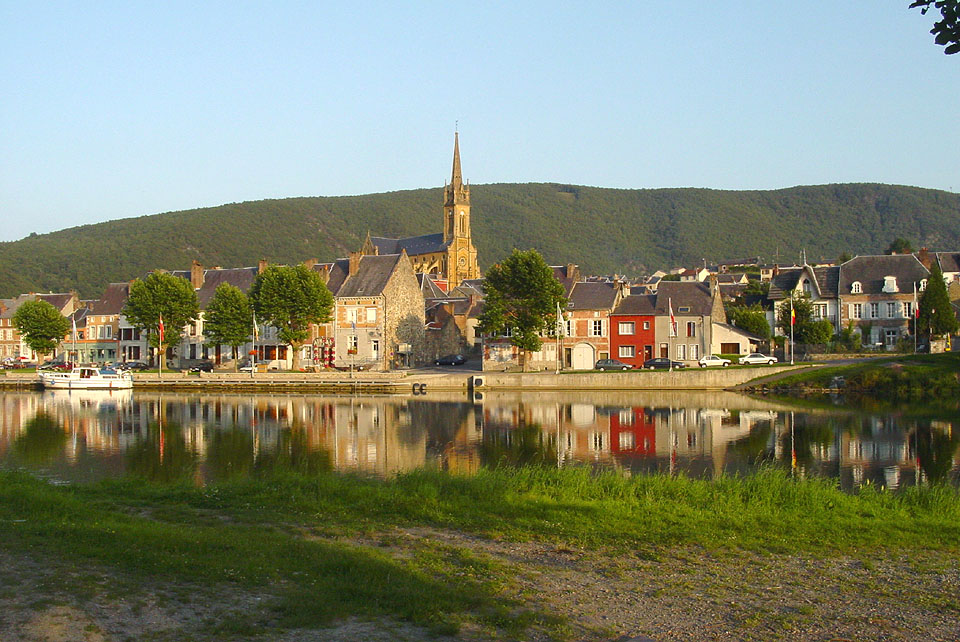
Fumay mit der Kirche Saint-Georges
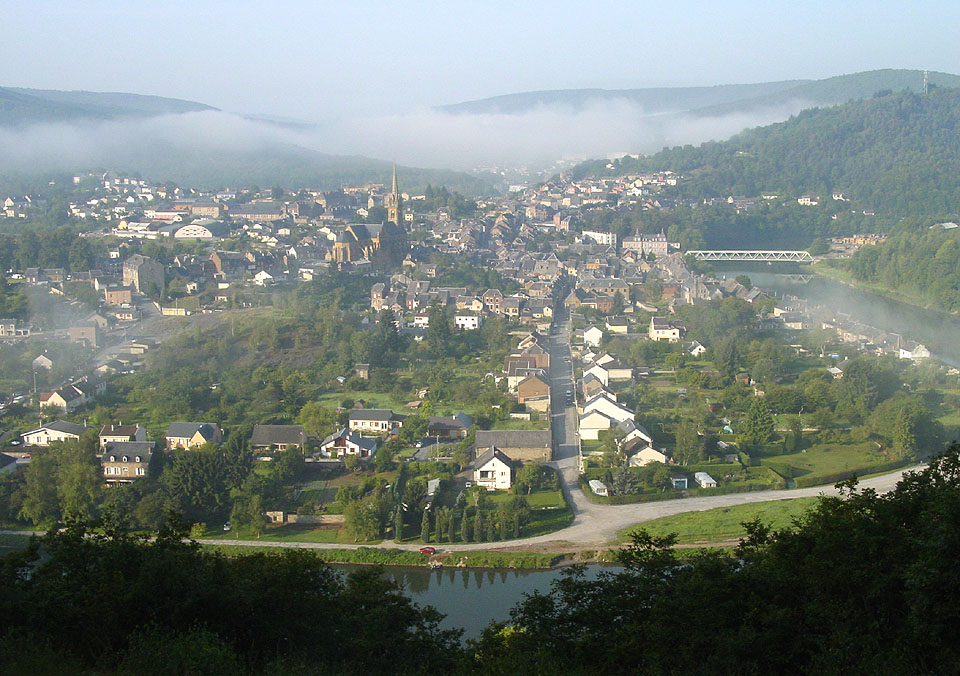
Fumay von Nordost
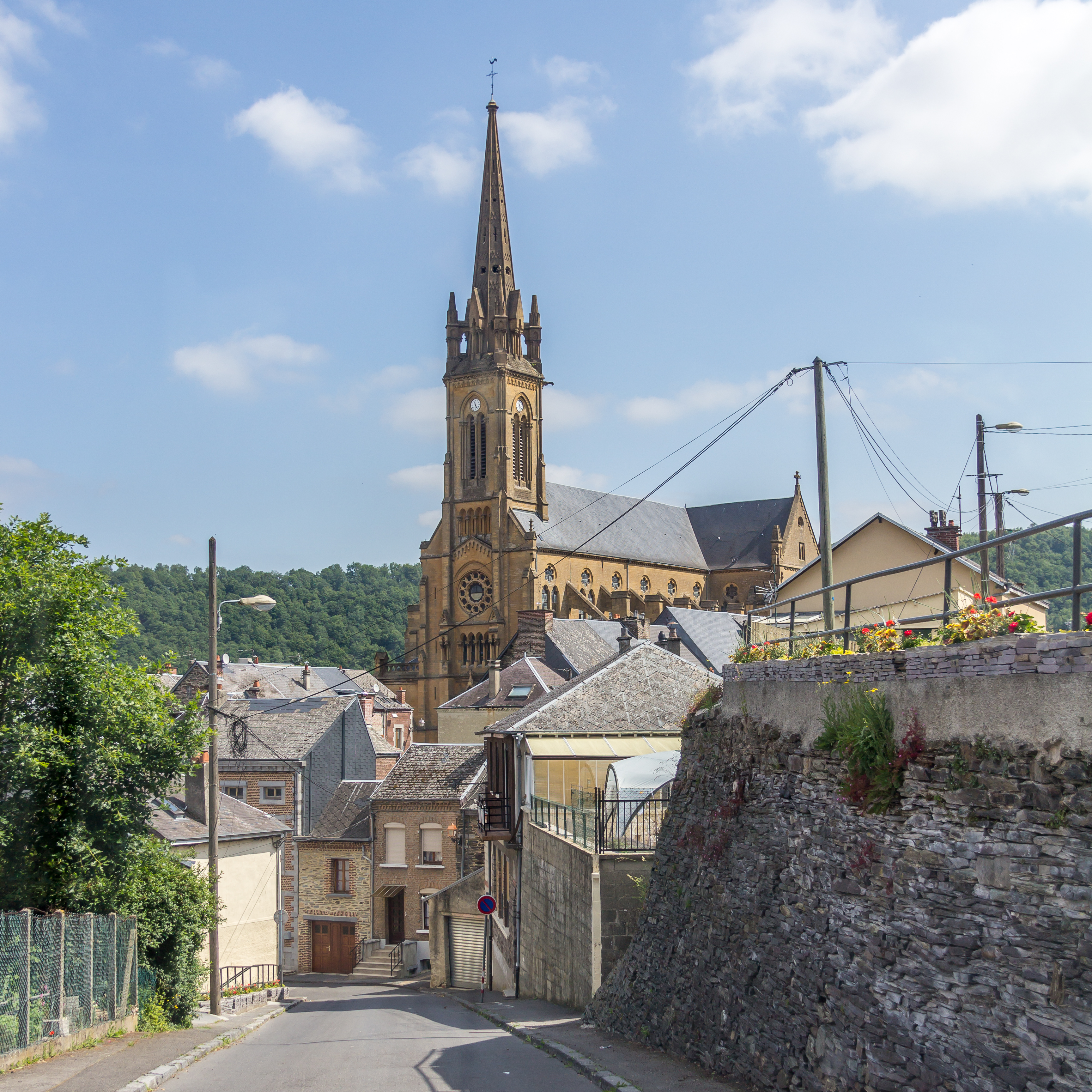
Kirche Saint-Georges
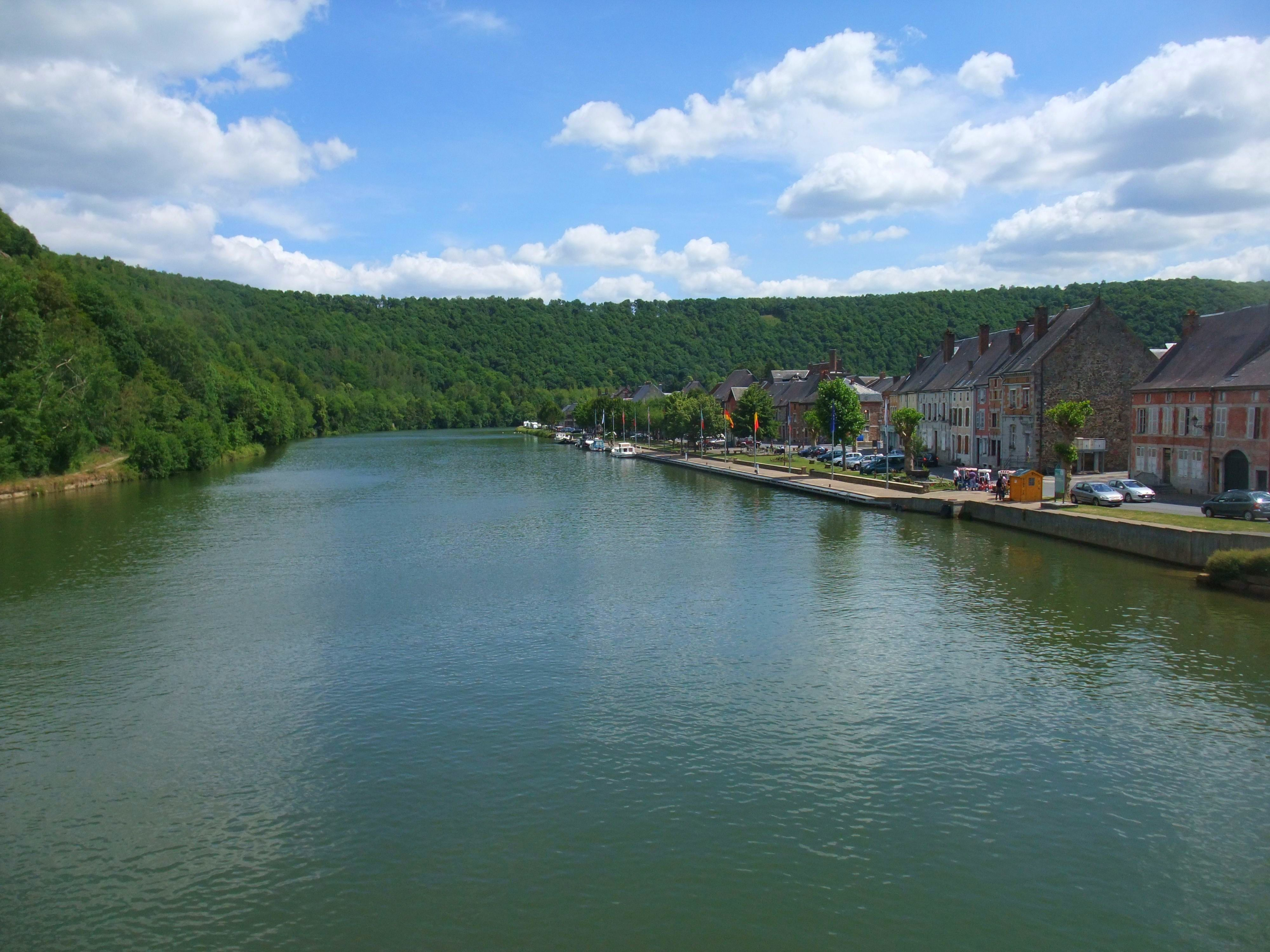
Maas bei Fumay